# Tibor Cvacho
Tibor Cvacho (14. srpna 1968 – 26. prosince 2007) byl slovenský fotbalista, obránce. Zemřel na infarkt.

## Fotbalová kariéra
V československé lize hrál za ZVL Žilina a Duklu Banská Bystrica. Nastoupil v 63 ligových utkáních a dal 2 góly.

## Ligová bilance
| Ročník                                   | Zápasy | Góly | Klub                  |
| ---------------------------------------- | ------ | ---- | --------------------- |
| 1. československá fotbalová liga 1986/87 | 1      | 0    | ZVL Žilina            |
| 1. československá fotbalová liga 1988/89 | 2      | 0    | Dukla Banská Bystrica |
| 1. československá fotbalová liga 1989/90 | 13     | 1    | Dukla Banská Bystrica |
| 1. československá fotbalová liga 1990/91 | 21     | 0    | Dukla Banská Bystrica |
| 1. československá fotbalová liga 1991/92 | 26     | 1    | Dukla Banská Bystrica |
| CELKEM 1. liga                           | 63     | 2    |                       |